# Sommer-Paralympics 2008/Teilnehmer (Dänemark)
| stlisierte Goldmedaille | stlisierte Silbermedaille | stlisierte Bronzemedaille |
| ----------------------- | ------------------------- | ------------------------- |
| 3                       | 2                         | 4                         |

Dänemark nahm mit 40 Sportlern an den Sommer-Paralympics 2008 im chinesischen Peking teil.
Fahnenträger bei der Eröffnungsfeier war der Leichtathlet Jackie Christiansen. Er erreichte auch das beste Ergebnis der Mannschaft mit einer Gold- und einer Silbermedaille. Als Erfolgsprämie ließ Team Danmark den dänischen Medaillengewinnern folgenden Bonus zukommen: 40.000 DKK für eine Goldmedaille, 15.000 DKK für eine Silbermedaille und 5.000 DKK für eine Bronzemedaille.

## Teilnehmer nach Sportarten

### Goalball
| Frauen (Bronze )                                                                                       | Männer                                                                                            |
| --- | ------------------------------------------------------------------------------------------------- |
| - Karina Joergensen - Maria Larsen - Mette Nissen - Kamilla Ryding - Ninna Thomsen - Lykke Vedsted (C) | - Mads Baulund - Jonas Elkjaer - Kenneth Hansen - Ricky Nielsen - Martin Pedersen - Peter Weichel |

(C) Kapitän der Mannschaft

### Leichtathletik
Männer
- Mikael Andersen
- Laust Bengtsen
- Ebbe Blichfeldt
- Jackie Christiansen, 1×  (Kugelstoßen, Klasse F44), 1×  (Diskuswerfen, Klasse F44)

### Radsport
Frauen
- Marianne Maiböll

Männer
- Dennis Madsen
- Ryan Sörensen

### Reiten
Frauen
- A. Lykke Dalsko, 1×  (Championship Einzel, Grad III), 1×  (Freie Kür Einzel, Grad III)
- C.C. Nielsen, 1×  (Championship Einzel, Grad II)
- J. Line Thorning

Männer
- Henrik Sibbesen

### Rollstuhltennis
Männer
- Kenneth Kammersgaard

### Rudern
Frauen
- Lin Gjerding
- Margit Pedersen
- Lene van der Keur

Männer
- Kenneth Kronborg
- Anders Olsen

### Schießen
Frauen
- Lone Overbye

Männer
- Johnny Andersen
- Kazimierz Mechula

### Schwimmen
Frauen
- Cecilie Kristiansen
- Karina Lauridsen, 1×  (150 Meter Lagen, Klasse SM4), 1×  (50 Meter Rücken, Klasse S5)

Männer
- Christian Bundgaard
- Christian Thomsen

### Segeln
Männer
- Jens Als Andersen

### Tischtennis
Männer
- Lars Hansen
- Michal Jensen
- Peter Rosenmeier, 1×  (Einzel, Klasse 6)